# Бінарні цикли

Electricity generation in a vapor-dominated hydrothermal system.
Key:
1 Вентелі
2 Поверхня г
ґрунту
3 Генератор
4 Турбіна
5 Конденсатор
6 Теплообмінник
7 Насос
Гаряча вода
Холодна вода
Пара ізобутану
Рідкий ізобутан

Бінарні цикли — термодинамічні цикли з використанням двох робочих тіл, одно з яких має невисокий тиск насичення при високих температурах, а друге — низьку температуру пароутворення.

## Робочі тіла
В якості робочих тіл нерідко використовують ртуть і воду.

## ККД цикла
{\displaystyle \eta ={\frac {m_{p}l^{1}+l^{2}}{m_{p}q_{1}^{1}+q_{1}^{2}}}},
де:
1. {\displaystyle m_{p}} — витрати тіла 2, враховуючи кратність витрат тіла 1 відносно тіла 2;
2. {\displaystyle {l^{1}}} и {\displaystyle {l^{2}}} — роботи, виконані з першим і другим робочими тілами у відповідних циклах.
3. {\displaystyle {q_{1}^{1}}} и {\displaystyle {q_{1}^{2}}} — кількість теплоти, підведеної у відповідних циклах.